# Sunway TaihuLight
Der Sunway TaihuLight (chinesisch 神威·太湖之光, Pinyin Shénwēi Tàihú zhī Guāng) war von Juni 2016 bis Juni 2018 der schnellste Supercomputer der Welt.
Er wurde am National Research Center of Parallel Computer Engineering & Technology (kurz: NRCPC) entwickelt und steht im National Supercomputing Center, Wuxi, Jiangsu in China.

## Technische Spezifikationen
Die Konfiguration besteht aus 40.960 Sunway SW26010-CPUs mit je 260 Prozessorkernen, die jeweils mit 1,45 GHz getaktet sind. Insgesamt verfügt er über 1,31 PB Arbeitsspeicher (RAM). Er ist in 40 Serverschränken untergebracht mit jeweils 4 × 256 Nodes. Insgesamt ergibt diese Konfiguration 10.649.600 Kerne. Der Energiebedarf ist durch eine energieeffizientere Bauweise mit 15.370 kW geringer als beim Supercomputer Tianhe-2, obwohl die Rechenleistung beinahe verdreifacht wurde. Als Betriebssystem wird das von Sunway entwickelte Linux-Derivat RaiseOS genutzt.